# Hans Henrik Palm
Hans Henrik Palm (født 19. juli 1956 i Kgs. Lyngby) var en dansk professionel bokser i weltervægtsklassen. Hans Henrik Palm er i dag forretningsmand. 

## Amatørkarriere
Hans Henrik Palm boksede som amatør for IK 99. Han var som amatør særdeles talentfuld, og vandt allerede som 17-årig det danske senior-mesterskab i bantamvægt i 1974. I 1975 vandt Palm DM i fjervægt, og året efter i letvægt. Senere samme år vandt Palm det nordiske mesterskab i samme vægtklasse. Palm blev herefter udtaget til Sommer-OL 1976. Palm var uheldig, da han ved lodtrækningen til første kamp trak verdensmesteren Vassily Solomin fra Sovjetunionen, hvilket på forhånd lignede en uoverkommelig opgave for Hans-Henrik Palm, der to dage inden kampen mod den rutinerede russer netop var blevet 20 år. Som forventet viste Solomin sig at være for stærk og rutineret for Palm, men Palm boksede en stor 3. omgang, hvor han formåede at presse russeren. Det blev dog ikke til mere end et (særdeles) ærefuldt dansk nederlag med dommerstemmerne 0-5. Solomin vandt siden bronze. 
Hans Henrik Palm opnåede 59 kampe som amatør, og tabte kun de 4.

## Professionel karriere
Hans Henrik Palm debuterede som professionel bokser den 9. oktober 1976 i Forum København i en forkamp til VM-opgøret om WBC-titlen i letsværvægt mellem John Conteh og Yaqui Lopez, da han mødte den rutinerede englænder Tommy Wright, som Palm besejrede på point efter 4 omgange. 
Palm blev i starten af sin karriere ført forholdsvist hurtigt frem, og mødte i sine 10 første kampe en del forholdsvis stærke og rutinerede boksere, herunder den tidligere europamester Lothar Abend, den ubesejrede tyrk Özakalin (der kort efter mødet med Palm boksede om EM), den tidligere EM-mester Jose Antonio Jiminez med 55 kampe bag sig, og englænderen George Turpin. Palm vandt forholdsvis ubesværet over dem alle. Sejrsstimen fortsatte gennem 1977 til 1979, hvor Palm mødte en lang række modstandere af svingende kvalitet, hvoraf de mest prominente var de tidligere europamestre i weltervægt Henry Rhiney og Joseph Pachler samt englænderen Clinton McKenzie, der få år efter vandt EM i let-weltervægt. Ved udgangen af 1979 havde Palm opnået 29 sejre i lige så mange kampe, og havde markeret sig til en kamp om europamesterskabet. 
Europamesteren var på daværende tidspunkt kollegaen Jørgen Hansen, og alt pegede hen imod et sjældent møde mellem to danske boksere. Kampen blev en realitet i Brøndby Hallen den 17. oktober 1980. Forhåndsinteressen om kampen mellem 37-årige ”Gamle” Hansen og 24-årige Palm var betydelig. De fleste ”eksperter” forventede, at Palms ungdom og fine teknik ville give ham sejren over den aldrende Hansen med den hårde højrehånd, ligesom der blev spekuleret i, om promotor Mogens Palle havde ”arrangeret” kampen således, at den faldt ud til et bekvemt generationsskifte i bokseforretningen. Spekulationerne herom blev gjort til skamme, da Hans Henrik Palm i et tæt opgør blottede sig for Hansens højrehånd i 9. omgang. Palm kom op, men Hansen var over Palm med det samme, og kamplederen stoppede herefter kampen. 
Palm fik imidlertid muligheden for revanche året efter, da han den 9. oktober 1981 igen mødte Jørgen Hansen, denne gang i K.B. Hallen. Efter atter et tæt opgør kunne den da 38-årige Jørgen Hansen igen smykke sig med en laurbærkrans, da han pointbesejrede Palm efter 12 hårde omgange. 
Efter kampen opgav Jørgen Hansen sit europamesterskab uden kamp, muligvis fordi den ekstremt hårdtslående waliser Colin Jones var blevet udpeget som officiel udfordrer til weltervægtstitlen. Da titlen blev ledig efter Jørgen Hansen, lykkedes det Mogens Palle at få arrangeret en kamp om den ledige titel mellem Colin Jones og Hans Henrik Palm den 26. februar 1982 i KB Hallen. Umiddelbart inden kampen blev Colin Jones imidlertid ramt af blindtarmsbetændelse, og kunne derfor ikke stille op. I stedet blev med kort varsel indkaldt den tidligere franske weltervægtsmester Georges Warusfel som modstander for Palm. Warusfel, der var i sin karrieres efterår og i sagens natur ikke havde forberedt sig på EM-kampen, var chanceløs overfor Palm der med et par dybe træffere i 3. omgang stoppede franskmanden og tog EM-titlen. 
Palm forsvarede titlen mod den tidligere italienske mester Pierangelo Pira, der gav Palm en uventet hård kamp, som Palm dog vandt på point efter 12 omgange. I mellemtiden var Colin Jones klar efter sin blindtarmsoperation, og Palm satte nu titlen på spil mod den stærke waliser i en kamp den 11. november 1982 i KB Hallen. 
Colin Jones kom København med en rekordliste med 23 sejre i 24 kampe. Den eneste tabte kamp var sket på diskvalifikation, og af de 23 sejre var de 20 vundet på knockout, de seneste 16 i træk. Jones var tillige britisk mester og britiske imperiemester. Han havde stoppet den på Jamaica fødte englænder Kirkland Laing to gange i titelkampe. Præstationerne mod Laing sættes i relief af, at Laing i 1982 var i stand til at besejre bokselegenden Roberto Duran, da denne var på sin karrieres højdepunkt. Alt i alt var Colin Jones en på forhånd særdeles skræmmende modstander. 
Colin Jones levede da også op til favoritværdigheden, da han uden besvær knuste Hans Henrik Palm. Palm kom aldrig ind i kampen, og havde intet modtræk mod Jones ekstreme slagkraft. Palm blev stoppet allerede i 2. omgang efter en serie hårde træffere. Jones boksede i sin næste kamp uafgjort om WBC-mesterskabet i weltervægt. 
Efter fiaskoen mod Colin Jones opgav Hans Henrik Palm sin professionelle boksekarriere i en alder af kun 26 år. 

## Efter boksekarrieren
Efter boksekarrieren fungerede Hans Henrik Palm som træner for en række af Mogens Palles boksere, blandt andet den svenske sværvægter Anders ”Lillen” Eklund og Jimmi og Johnny Bredahl. 
Hans Henrik Palm har medvirket i filmene Aftenlandet (1977) af Peter Watkins og Charlie Butterfly (2002) af Dariusz Steiness.
I 2007 gik Hans Henrik Palm ind i boksebranchen igen, da han bød på Mikkel Kesslers VM-titelkamp mod Librado Andrade. Palm afgav højeste bud, og afviklede således VM-kampen tilsyneladende i tæt samarbejde med Mogens Palle. Palms bud var kontroversielt, da konsekvensen blev den, at Mogens Palle på denne måde kom ud af en mindre lukrativ kontrakt med tv-kanalen dk4, og at kampen i stedet blev tilbudt til andre tv-stationer.
Hans Henrik Palm ejede på et tidspunkt fitnesskæden Form & Fitness, hvori han også var direktør. Palm solgte kæden med fortjeneste og etablerede derefter fitness.dk, der senere blev solgt til Parken Sport & Entertainment. Han har desuden stået bag en række ejendomsinvesteringer. Hans Henrik Palm opnåede endvidere ejerskab til 45% af virksomheden E-billetter, ligesom han gennem sit holdingselskab erhvervede 10% af aktierne i Mols-Linien. I 2008 købte han en stor villa i Hellerup for 75 mio. kr af Erik Damgaard. Det var på dette tidspunkt det dyreste hus i Danmark.
Finanskrisen 2007-2008 medførte imidlertid, at Palm led store tab på sine investeringer, og ved indgangen til 2009 oplyste han, at han havde mistet stort set hele sin formue. Den 17. november 2010 blev der afsagt konkursdekret over Hans Henrik Palm.

## Privatliv
Hans Henrik Palm er gift med Majbrit Palm med hvem han har børnene Andreas og Louise. Fra et tidligere ægteskab har han Marc og David.

## Eksterne links
- Hans Henrik Palms profil på Sports-Reference OL-resultater (arkiveret) (engelsk)
- Hans Henrik Palms profil på Olympedia (engelsk)
- Hans Henrik Palms profesionelle rekordliste hos BoxRec (engelsk)
- Hans Henrik Palms professionelle rekordliste på Boxrec.com Arkiveret 20. april 2015 hos  Wayback Machine
- Hans Henrik Palm vs Colin Jones på Youtube.com
- Hans-Henrik Palm tæt på knock out. borsen.dk Arkiveret 6. november 2010 hos  Wayback Machine